# Yorick de Bruijn
Yorick de Bruijn (Almere, 14 juli 1986) is een Nederlands schoonspringer. Op de Europese kampioenschappen schoonspringen van mei 2012 in Eindhoven eindigde De Bruijn als elfde op de driemeterplank. Eerder die maand eindigde hij als tiende in Montreal, waarmee hij een olympisch ticket veilig probeerde te stellen. NOC*NSF vond het deelnemersveld echter niet representatief.